# Kreis Uslar
Der Kreis Uslar war von 1885 bis 1932 ein Landkreis im Süden der preußischen Provinz Hannover Er gehörte dem Regierungsbezirk Hildesheim an und wurde auch „Sollingkreis“ genannt. Kreisstadt war Uslar. Das ehemalige Kreisgebiet liegt heute im südlichen Niedersachsen.
Der Kreis besaß eine Fläche von knapp 349 km² und umfasste im Wesentlichen die heutigen zum Landkreis Northeim gehörenden Gemeinden Uslar und Bodenfelde, das heute zum Landkreis Göttingen gehörende Adelebsen, die heutigen Holzmindener Stadtteile Neuhaus im Solling und Silberborn sowie das heute im Landkreis Holzminden liegende Lauenförde. Anfang des 20. Jahrhunderts hatte das Kreisgebiet etwa 18.500 Einwohner.
Der Kreis grenzte im Uhrzeigersinn an den Kreis Einbeck, den alten Kreis Northeim, den alten Kreis Göttingen, den Kreis Münden (alle preußische Provinz Hannover), den Kreis Hofgeismar (preußische Provinz Hessen-Nassau), den alten Kreis Höxter (preußische Provinz Westfalen) sowie an den Kreis Holzminden (Herzogtum Braunschweig/Freistaat Braunschweig).

## Geschichte
Der Kreis wurde am 1. April 1885 im Rahmen der neuen Kreisordnung für die Provinz Hannover aus dem damaligen Amt Uslar gebildet, indem es aus dem damaligen Kreis Einbeck ausgegliedert wurde. Das Amt Uslar war 1859 um den größten Teil des Amtes Adelebsen vergrößert worden. Das Amt Nienover-Lauenförde war bereits 1852 in das Amt Uslar eingegliedert worden. Die Ämter Nienover und Lauenförde waren vorher bereits mehrfach verschmolzen und wieder getrennt worden.
Der Kreis Uslar wurde am 1. Oktober 1932 dem Kreis Northeim mit Verwaltungssitz Northeim eingegliedert. Dies geschah im Rahmen einer kurzfristig am 1. August 1932 vom preußischen Minister des Innern unter der Papen-Regierung ausgerufenen Verordnung zur Verwaltungsreform und gegen den Willen der Uslarer Bevölkerung. Grund für den Protest war unter anderem die wirtschaftliche Stabilität des Kreises (im Gegensatz zum Kreis Northeim) und die Identifikation der Einwohner mit ihrem Kreis. Empörung rief auch hervor, dass eine der allerersten Konsequenzen die Überführung des Dienstwagens des Landrats nach Northeim war. Da viele Behörden durch die Fusion nach Northeim abwanderten, verlor Uslar seinen Charakter als Beamtenstadt und wandelte sich zu einer Industriestadt. Es wurden mehrfach vergeblich Versuche unternommen, den Kreis wiederherzustellen, schon während der Zeit der NS-Herrschaft und auch nach dem Zweiten Weltkrieg.

## Gemeinden
Folgende Gemeinden gehörten dem Kreis Uslar an:
| heutiges Wappen, Ort | Status        | Einwohner (1. Dezember 1910) | heute zu                                                     | heutige Gemeinde                                    | heutiger Landkreis                         | Zeitpunkt der Zuordnung                                                  |
| -------------------- | ------------- | ---------------------------- | ------------------------------------------------------------ | --------------------------------------------------- | ------------------------------------------ | ------------------------------------------------------------------------ |
| Adelebsen            | Gutsbezirk    | 337                          | Adelebsen                                                    | Flecken Adelebsen                                   | Göttingen                                  | 1. Januar 1973                                                           |
| Adelebsen            | Landgemeinde  | 1.138                        | Adelebsen                                                    | Flecken Adelebsen                                   | Göttingen                                  | 1. Januar 1973                                                           |
| Ahlbershausen        | Landgemeinde  | 242                          | Ahlbershausen                                                | Stadt Uslar                                         | Northeim                                   | 1. März 1974                                                             |
| Allershausen         | Landgemeinde  | 371                          | Allershausen                                                 | Stadt Uslar                                         | Northeim                                   | Vereinigung mit Uslar: 1. Juli 1968 Ortsteil von Uslar: 1. November 2001 |
| Barterode            | Landgemeinde  | 722                          | Barterode                                                    | Flecken Adelebsen                                   | Göttingen                                  | 1. Januar 1973                                                           |
| Bodenfelde           | Landgemeinde  | 1.706                        | Bodenfelde                                                   | Flecken Bodenfelde                                  | Northeim                                   | 1. März 1974                                                             |
| Bollensen            | Landgemeinde  | 459                          | Bollensen                                                    | Stadt Uslar                                         | Northeim                                   | 1. März 1974                                                             |
| Cammerborn           | Landgemeinde  | 275                          | Kammerborn                                                   | Stadt Uslar                                         | Northeim                                   | 1. März 1974                                                             |
| Delliehausen         | Landgemeinde  | 575                          | Delliehausen                                                 | Stadt Uslar                                         | Northeim                                   | 1. März 1974                                                             |
| Dinkelhausen         | Landgemeinde  | 403                          | Dinkelhausen                                                 | Stadt Uslar                                         | Northeim                                   | 1. März 1974                                                             |
| Eberhausen           | Landgemeinde  | 233                          | Eberhausen                                                   | Flecken Adelebsen                                   | Göttingen                                  | 1. Januar 1973                                                           |
| Erbsen               | Landgemeinde  | 212                          | Erbsen                                                       | Flecken Adelebsen                                   | Göttingen                                  | 1. Januar 1973                                                           |
| Eschershausen        | Landgemeinde  | 315                          | Eschershausen                                                | Stadt Uslar                                         | Northeim                                   | 1. März 1974                                                             |
| Fehrlingsen          | Landgemeinde  | 79                           | Östlicher Teil von Asche                                     | Stadt Hardegsen                                     | Northeim                                   | 1. April 1937 zu Asche 1. Januar 1973 Asche zu Hardegsen                 |
| Fürstenhagen         | Landgemeinde  | 378                          | Fürstenhagen                                                 | Stadt Uslar                                         | Northeim                                   | 1. März 1974                                                             |
| Gierswalde           | Landgemeinde  | 435                          | Gierswalde                                                   | Stadt Uslar                                         | Northeim                                   | 1. März 1974                                                             |
| Güntersen            | Landgemeinde  | 438                          | Güntersen                                                    | Flecken Adelebsen                                   | Göttingen                                  | 1. Januar 1973                                                           |
| Knobben-Delliehausen | Gutsbezirk    | 27                           | ?                                                            | Stadt Uslar                                         | Northeim                                   | 1. März 1974                                                             |
| Lauenförde           | Landgemeinde  | 1.173                        | Lauenförde                                                   | Flecken Lauenförde Samtgemeinde Boffzen             | Holzminden                                 | 1. Januar 1973                                                           |
| Lödingsen            | Landgemeinde  | 562                          | Lödingsen                                                    | Flecken Adelebsen                                   | Göttingen                                  | 1. Januar 1973                                                           |
| Nienover             | Landgemeinde  | 452                          | Nienover                                                     | Flecken Bodenfelde                                  | Northeim                                   | 1. März 1974                                                             |
| Nienover-Bodenfelde  | Forstbezirk   | 0                            | ?                                                            | Flecken Bodenfelde                                  | Northeim                                   | 1. März 1974                                                             |
| Offensen             | Landgemeinde  | 439                          | Offensen                                                     | Stadt Uslar                                         | Northeim                                   | 1. März 1974                                                             |
| Preußisch Neuhaus    | Landgemeinde  | 171                          | Östlicher Teil von Neuhaus im Solling                        | Stadt Holzminden                                    | Holzminden                                 | Landkreiswechsel: 1. Januar 1962 Eingemeindung: 1. Januar 1973           |
| Reitliehausen        | Gutsbezirk    | 53                           | Westlicher Teil von Uslar                                    | Stadt Uslar                                         | Northeim                                   | 1. März 1974                                                             |
| Schlarpe             | Landgemeinde  | 695                          | Schlarpe                                                     | Stadt Uslar                                         | Northeim                                   | 1. März 1974                                                             |
| Schönhagen           | Landgemeinde  | 983                          | Schönhagen                                                   | Stadt Uslar                                         | Northeim                                   | 1. März 1974                                                             |
| Schoningen           | Landgemeinde  | 1.015                        | Schoningen                                                   | Stadt Uslar                                         | Northeim                                   | 1. März 1974                                                             |
| Silberborn           | Landgemeinde  | 338                          | Silberborn                                                   | Stadt Holzminden                                    | Holzminden                                 | 1. Januar 1973                                                           |
| Sohlingen            | Landgemeinde  | 712                          | Sohlingen                                                    | Stadt Uslar                                         | Northeim                                   | 1. März 1974                                                             |
| Steimke              | Gutsbezirk    | 39                           | Wiensen                                                      | Stadt Uslar                                         | Northeim                                   | 1. März 1974                                                             |
| Uslar                | Stadtgemeinde | 2.529                        | Uslar                                                        | Stadt Uslar                                         | Northeim                                   | 1. März 1974                                                             |
| Uslar-Schoningen     | Forstbezirk   | 0                            | Schoningen                                                   | Stadt Uslar                                         | Northeim                                   | 1. März 1974                                                             |
| Vahle                | Landgemeinde  | 344                          | Vahle                                                        | Stadt Uslar                                         | Northeim                                   | 1. März 1974                                                             |
| Verliehausen         | Landgemeinde  | 435                          | Verliehausen                                                 | Stadt Uslar                                         | Northeim                                   | 1. März 1974                                                             |
| Volpriehausen        | Landgemeinde  | 964                          | Volpriehausen                                                | Stadt Uslar                                         | Northeim                                   | 1. März 1974                                                             |
| Wahmbeck             | Landgemeinde  | 698                          | Wahmbeck                                                     | Flecken Bodenfelde                                  | Northeim                                   | 1. März 1974                                                             |
| Wibbecke             | Landgemeinde  | 229                          | Wibbecke                                                     | Flecken Adelebsen                                   | Göttingen                                  | 1. März 1974                                                             |
| Wiensen              | Landgemeinde  | 463                          | Wiensen                                                      | Stadt Uslar                                         | Northeim                                   | 1. März 1974                                                             |
| Winnefeld-Würrigsen  | Forstbezirk   | 28                           | –-- bzw. Östlicher Teil von Würgassen (Hannoversche Klippen) | gemeindefreies Gebiet Solling bzw. Stadt Beverungen | Northeim bzw. Höxter (Nordrhein-Westfalen) | 1. März 1974 bzw. 1. Oktober 1971                                        |

Anmerkungen hierzu:
- Entsprechende Tabelle weist einen oder mehrere kleinere und bislang ungeklärte Fehler bzgl. der Einwohnerzahlen auf.
- Mit Würrigsen ist das heutige Würgassen gemeint. Seinerzeit gehörten auch die Hannoverschen Klippen, die bei Würgassen liegen, zum Kreis Uslar (erst 1971 kamen sie zum nordrhein-westfälischen Kreis Höxter).
- Die Ortschaft Neuhaus im Solling bestand seinerzeit aus zwei getrennten Gemeinden, der zum Kreis Uslar gehörenden Gemeinde Neuhaus (auch Preußisch Neuhaus genannt) mit 171 Einwohnern (1910) und der zum Land Braunschweig gehörenden Gemeinde Neuhaus mit 328 Einwohnern (1910).

Das Landratsamt des Kreises Uslar befand sich in der heutigen Verwaltung der Stadt Uslar am südlichen Graftplatz. Schon vorher wurde es seit Zeiten des Schlosses Freudenthal zu Verwaltungszwecken benutzt.

## Einwohnerentwicklung
| Jahr             | Anzahl | Bemerkung                                                                    |
| ---------------- | ------ | ---------------------------------------------------------------------------- |
| 1890             | 17.432 | darunter 157 Katholiken & 159 Juden                                          |
| 1. Dezember 1900 | 18.524 | darunter 18.121 Evangelische & 209 Katholiken                                |
| 1. Dezember 1910 | 20.712 | darunter 20.212 Evangelische & 279 Katholiken                                |
| 1925             | 20.060 | darunter 19.594 Evangelische, 324 Katholiken, 1 sonstiger Christ & 114 Juden |

## Wirtschaft
Besonders in der Kreismitte um Uslar begünstigten die guten Lehm- und Lößböden neben einem Klima mit etwa 190 bis 200 Niederschlagstagen den Ackerbau, während die lehmig-sandigen Böden im Nordteil des Kreises den Waldbau begünstigten. Diese beiden Zweige dominierten deshalb auch die Wirtschaft des Kreises. Insgesamt wurden 322 km² für diese Wirtschaftszweige genutzt, in denen 53 % der rund 21.000 Einwohner beschäftigt waren.
Die Betriebsgrößen teilten sich dabei wie folgt auf:
| bis 2 ha | 2 bis 5 ha | 5 bis 20 ha | 20 bis 100 ha | größer als 100 ha |
| -------- | ---------- | ----------- | ------------- | ----------------- |
| 1.100    | 637        | 332         | 120           | 8                 |

Diese Betriebe nutzen den Boden wie folgt:
| Verwendung | Größe     |
| ---------- | --------- |
| Forste     | 17.898 ha |
| Ackerland  | 10.671 ha |
| Wiesen     | 3.077 ha  |
| Weiden     | 1230 ha   |
| Gartenland | 306 ha    |
| Obstbau    | 16 ha     |

Das Ackerland wurde dabei 1930 wie folgt genutzt:
| Verwendung   | Größe    |
| ------------ | -------- |
| Roggen       | 2.807 ha |
| Hafer        | 2.207 ha |
| Kartoffeln   | 1.454 ha |
| Weizen       | 1.462 ha |
| Runkelrüben  | 346 ha   |
| Wintergerste | 259 ha   |
| Zuckerrüben  | 203 ha   |
| Sommergerste | 165 ha   |

Auf den Weiden befanden sich in diesem Jahr:
| Vieh                                 | Anzahl |
| ------------------------------------ | ------ |
| Schweine                             | 25.850 |
| Rinder (hauptsächlich schwarz-bunte) | 9.041  |
| Ziegen                               | 3.980  |
| Schafe                               | 3.871  |
| Pferde                               | 1.794  |

Als besonders wichtig ist hierbei die Rinderzucht hervorzuheben. Hierzu sei die Milchkuh „Inhaberin Nr. 6025“ (geboren am 9. Oktober 1910) des Sohlingers Fr. E. Brandt zu erwähnen, welche eine Lebensleistung von 100.258 Litern Milch hatte, was seinerzeit den Weltrekord darstellte.
Ebenso existierte die Geflügelfarm Brecht in Ahlbershausen (an der Stelle, wo auch heute ein entsprechender Betrieb angesiedelt ist), an der Weser war die Fischerei beheimatet und auf westlich der Sollingbahn existierte bei der Steimke eine Forellenzucht.
Aufgrund der Wichtigkeit der Landwirtschaft wurde 1907 auch die Landwirtschaftsschule zu Uslar gegründet, deren Standort die das große weiße Haus am so genannten Postberg in Uslar war, in welcher sich bis 2009 die Volkshochschule befand.
Bezogen auf die Forstwirtschaft wurden 24.400 Kubikmeter Laub- und 24.800 Kubikmeter Nadelholz als Nutzholz geschlagen, während 37.500 respektive 800 Kubikmeter für Brennholz geschlagen worden. Hierbei wurden hauptsächlich die Eiche und die Fichte geschlagen.
Weiterhin beschäftigten am 16. Juni 1925 die 559 Betriebe in Industrie und Handwerk 4.344 Personen. In den 295 Gewerben im Handel und Verkehr waren 748 Personen angestellt und die 19 sonstigen Betriebe hatten 42 Personen eingestellt.
Im südlichen Teil des Kreises wurde Granit abgebaut (Steinbruch der Firma Hermann Wegener an der Bramburg nördlich von Adelebsen, Steinbruch der Basaltwerke Niedersachsen GmbH auf dem Backenberg bei Güntersen, Steinbruch der Hannoverschen Basaltwerke mbH auf der Grefenburg zwischen Adelebsen, Barterode und Güntersen). Dieser wurde vor Ort unter anderem zu Pflastersteinen sowie Split und Grus verarbeitet und teilweise, wie z. B. von Güntersen aus, per Seilbahn nach Adelebsen zur Verladung gebracht.
Im östlichen Teil wurde seit 1898 im Werk Wittekind der Burbach Kaliwerke Kalisalz untertage in Tiefen bis zu 917 m abgebaut. Dies geschah im östlichen Teil von Volpriehausen und nordöstlich von Ertinghausen (Schachtanlage Hildas Glück), wofür eigens eine Seilbahn eingerichtet wurde. Nördlich von Delliehausen wurde im Tagebau Braunkohle abgebaut (später in eine heute ebenfalls nicht mehr existierende Farbfabrik umgewandelt). Ebenso gab es südlich von Allershausen ein Braunkohlevorkommen, wobei entsprechende jedoch schon damals nicht den qualitativen Ansprüchen genügte.
Bis zum Ersten Weltkrieg bestanden Ziegeleien in Allershausen (vorhandene Gebäude noch im Südosten des Dorfes), Wiensen und Uslar.
Das Holz der Forstindustrie wurde in den Uslarer Möbelfabriken verarbeitet, welche seinerzeit bereits Weltruf genossen und auch an damaligen Maßstäben gemessen als sehr groß zu bezeichnen waren. Zu nennen sind hier die Firma Ilse & Co. Im Norden und Südwesten von Uslar (auf dem Gelände des heutigen Altersheims beim Rewe-Supermarkt sowie des heutigen Familienwerks) zur Produktion von Kleinmöbeln, die Vereinigten Möbelfabriken Neugarten & Eichmann (heutiges großes Wohnhaus am so genannten Postberg in Uslar, seinerzeit 10.000 m² Arbeitsräume) sowie die Sollinger Holzwarenfabrik GmbH (vormals Zuckerfabrik) nahe dem Bollenser Fußballplatz (letztere Fabrik brannte Mitte der 1980er Jahre ab, die Ruine ist noch vorhanden). Alle Fabriken gingen nach der Auflösung des Kreises in den Ilse-Werken auf. Weitere Holzindustrie war die Firma H. Löwenherz in Lauenförde, die schon zu Kreiszeiten in Herlag umbenannt wurde (und noch heute existiert), die Köhlerei bei Delliehausen sowie die Tabakspfeifenmacherei in Uslar in Kleinbetrieben. Ein großer Teil dieser wurde bis nach Nordamerika exportiert, wobei die Gesichter auf den Pfeifenköpfen diejenigen des jeweiligen US-amerikanischen Präsidenten. 1769 waren 9 Pfeifenmacher ansässig und die Fa. Meseke exportierte 1854 mehr als 4,5 Millionen Stück. 1918 starb dieser Beruf in Uslar endgültig aus.
Ebenso wurde das Holz für die Eisenindustrie genutzt, insbesondere für die Sollinger Hütte, die sich in drei Betriebe an der sogenannten Ober- und Unterhütte sowie den Kupferhammer (alle in Uslar) aufteilte.
Als weitere Betriebe sind die königliche Musterbleiche nördlich von Sohlingen auf dem Gelände des heutigen Kabelproduzenten Kordes mit ihren 250 Arbeitern im Jahre zu nennen, auf deren Gelände nach Insolvenz später eine Flachsrotte errichtet wurde (die jedoch auch in den 1950er Jahren unterging).
Namhafte lokale Produzenten von Nahrungs- und Genussmitteln waren:
- Sollinger Bergbrauerei W. Haffner aus Uslar in der heutigen Graftstraße,
- Ziegenbüscher Edelkorn aus der Kornbranntweinbrennerei im Rittergut Reitliehausen,
- Bodenfelder Handkäse aus Bodenfelde,
- Sollinger Brunnen in Bodenfelde.

In Kleinbetrieben wurden auch Zigarren gefertigt, woran heute in Uslar die Zigarrenmacherstraße erinnert.
Hierbei ist zu erwähnen, dass sämtliche Betriebe durch drei Bahnstrecken sehr gute Anbindungen an das Eisenbahnnetz hatten (siehe unten). So war z. B. durch die Basaltverladung in Adelebsen die Bahnstrecke von Göttingen nach Bodenfelde eine der profitabelsten im deutschen Reich.

## Wappen

Wappen des Landkreises Northeim, in welchem das des Kreises Uslar eingegangen ist

Die rechte Hälfte des Uslarer Kreiswappens und insbes. der dortige Löwe – das Wappentier der Welfen, die lange Zeit bis zur Gründung der Provinz Hannover unter anderem über Uslar herrschten – wurde später (22. Juli 1948) in das Wappen des Landkreises Northeim übernommen. Das silberne Geweih auf blauem Hintergrund in der linken Hälfte des Uslarer Kreiswappens entspricht dem Wappen der 1325 ausgestorbenen Grafen von Dassel, die bis zu den Welfen auch über das Kreisgebiet herrschten, siehe dazu Grafschaft Dassel.

## Landräte
Der Kreis hatte folgende Landräte:
| Zeitraum                               | Name                          |
| -------------------------------------- | ----------------------------- |
| 1885 bis 1892                          | Arthur Emil Bredt             |
| 1892/93                                | Regierungsrat Hartog          |
| 15. März 1893 bis 30. September 1911   | Carl Siegert                  |
| 11. Oktober 1911 bis 1912              | Otto Dilthey (kommissarisch)  |
| 1912 bis 11. September 1915            | Otto Dilthey                  |
| 14. September 1915 bis Januar 1922     | Konrad Göppert                |
| 15. Februar 1922 bis 18. Juli 1925     | Gustav (Adolf) Fischer        |
| 1. Dezember 1925 bis 30. November 1926 | Hans Lucas (kommissarisch)    |
| 1. Dezember 1926 bis 31. März 1930     | Regierungsrat Karl Langsdorff |
| 8. April 1930 bis 1931                 | Landrat Wilhelm Jaenecke      |

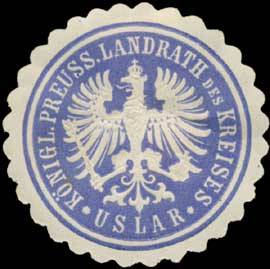
Siegelmarke des Landrats

Gustav (Adolf) Fischer, Landrat 1922–1925

Nach Carl Siegert und Gustav Fischer wurden in Uslar in den 1970er Jahren Straßen benannt. Die mehrmonatige Dauer ohne Besetzung des Amtes im Jahre 1925 rührt vom Tode Gustav Fischers her.

## Verkehr
Das Kreisgebiet war ab dem 20. Jahrhundert bis auf den Nordwesten sehr gut durch die Bahn erschlossen:
- Seit dem 15. Januar 1878 die Sollingbahn zwischen Northeim im Nordosten und Ottbergen im Westen,
- Seit dem 15. August 1910 die Bahnstrecke Göttingen–Bodenfelde zwischen Göttingen im Südosten und Bodenfelde im Westen,
- Seit dem 1. Oktober 1921 bzw. 1927 die Bahnstrecke Uslar–Schönhagen (Han), seit 1989/1990 abgebaut.

Uslar war der Knotenpunkt folgender Straßen:
- Privinzialchaussee Nörten–Lauenförde (gebaut 1828–1832), die heutige Bundesstraße 241,
- Provinzialchaussee Uslar–Bodenfelde (gebaut 1844–1848), heutige Kreisstraße 449,
- Straße Uslar–Bovenden/Göttingen (vollendet bis 1860), heutige Landstraße 554,
- Straße Uslar–Dassel (vollendet bis 1860), heutige Landstraße 548.

Insgesamt existierten im Kreisgebiet 42 Kilometer Chausseen sowie 94 Kilometer Landstraßen.
Der Weserhafen in Bodenfelde war seinerzeit der größte zwischen Hannoversch Münden und Polle. Durch die exzellenten Eisenbahnverbindungen von und zu den im Kreis beheimateten Verbrauchern bzw. Erzeugern wurden unter anderem Kohle, Kies und Steine sowie Kalisalz und Speisesalz, Getreide wie auch Holz verladen.

## Sonstiges
- Für den Kreis Uslar erschien die 1861 gegründete Zeitung „Sollinger Nachrichten“, welche ab 1923 regelmäßig um die „Sollinger Heimatblätter“ als Beilage für die Heimatkunde ergänzt wurden. Vorläufer war das „Wochenblatt der Stadt Uslar“.
- Das Kreisvermögen belief sich am 1. April 1930 zu 819.156,82 Reichsmark.
- Im Kreis existierten 1930 insgesamt 32 Schulen mit 79 Schulklassen für 2.300 Schüler. Die größte befand sich im heutigen Bürgerbüro der Stadt Uslar am nördlichen Graftplatz.
- 1930 wies die Allgemeine Ortskrankenkasse Uslar 3.798 männliche und 960 weibliche Versicherte auf.
- Die Kreissparkasse Uslar (Sitz im Haus der Landwirtschaftlichen Schule) beherbergte Ende 1930 1.457 Konten.
- Die Bevölkerung des Kreises war stark mehrheitlich evangelisch-lutherisch.
- Der Kreistag bestand am 29. November 1925 mit jeweils 10 Sitzen für die SPD und die „wirtschaftliche Vereinigung“.